# مانوئل د بلاس
مانوئل د بلاس (اسپانیایی: Manuel de Blas‎؛ زادهٔ ۱۲ آوریل ۱۹۴۱) بازیگر اهل اسپانیا است.
از فیلم‌هایی که وی در آن نقش داشته‌است، می‌توان به قاتلان ویژه، آنجا که خورشید نمی‌تابد، اشباح گویا، باد خشمگین، گویا، روایتی از تنهایی، کلید خاموش و سنگ‌ها اشاره کرد.
او شوهرخواهر هنرپیشهٔ آمریکایی جودیت چپمن است.